# Établissement public de télévision
L'Établissement public de télévision  (en arabe : المؤسسة العمومية للتلفزيون), dont le sigle usuel est EPTV et anciennement Établissement national de télévision (ENTV, en arabe : المؤسسة الوطنية للتلفزيون), est la société nationale qui gère les activités de la télévision publique en Algérie, de la production à la diffusion. Il opère 9 chaînes de télévision qui sont TV1 : la principale chaîne généraliste, TV2 : à dominante francophone, TV3 : une chaîne d'information en continu, TV4 : une chaîne berberophone, TV5 : chaîne religieuse, TV6 : chaîne axée sur la jeunesse , TV7 : chaîne de savoir et enseignement, TV8 : chaîne d'histoire et TV9 : chaîne parlementaire. Une web TV émet des programmes sur le web et diffuse des évènements sportifs sur les réseaux.
Membre actif de l'Union de radiodiffusion des États arabes (ASBU) et de l'Union européenne de radio-télévision (UER), l'EPTV est également actionnaire dans Euronews SA.

## Histoire

### RTF Télévision
Pour un article plus général, voir Radiodiffusion-télévision française.

#### 1956–1962: RTF Télévision Alger
L'histoire de la télévision en Algérie remonte à l'émanation de la Radiodiffusion-télévision française (RTF) dans le pays.
Le 24 décembre 1956, la Radiodiffusion-télévision française (RTF) met en place dans les départements français d'Algérie son premier émetteur de télévision au standard VHF 819 lignes, installé à Tamentfoust, à 20 km à l'est d'Alger. L'émetteur, qui a couté 1 200 000 000 francs était d'une puissance de 3 kW avant de passer à 20 kW en 1957. Il couvre presque toute la ville d'Alger et une grande partie de la Mitidja.
Une astuce technique permet la diffusion simultanée du son en deux langues (français et arabe) pour certaines de ses émissions. La RTF Télévision en Algérie est ainsi la première au monde à être bilingue et à émettre des spectacles français et arabes commentés dans les deux langues. Les speakerines francophones et arabophones se partagent à tour de rôle la présentation des programmes, les unes apparaissant en direct à l'écran pendant que les autres font la traduction en voix off, et inversement le lendemain.
Utilisée comme moyen de propagande et porte-parole de la minorité européenne en Algérie, cette station utilisait 16 journalistes dont cinq cadreurs. 31 heures de programmes sont diffusés chaque semaine en 1957, composés d'information, de films, de théâtre, de musique et d'œuvres lyriques, de variétés, de magazines, de reportages sportifs et d'émissions pour la jeunesse. Des dramatiques sont également programmées, dont la dernière étant diffusée était L'Épreuve de Marivaux. La télévision métropolitaine fournit 11 heures de programmes sur ces 31 heures, essentiellement du théâtre, des variétés et des ouvrages lyriques.
Le journal télévisé est diffusé à 20 h et rediffusé à 22 h 30 et est présenté par Jean Luc, Jean Lanzi, Jean-Claude Narcy et Jean-Pierre Elkabbach. Il est réalisé entièrement sur place à l'aide de bandes envoyées par United Press et France Vidéo auxquelles s'ajoutent deux ou trois reportages tournés localement chaque jour avec des commentaires en français et en arabe pour une diffusion simultanée sur les deux canaux sonores.
De nombreux programmes (émissions musicales, folkloriques, enfantines, concerts, théâtre, et courts-métrages) sont spécialement créés pour alimenter la grille des émissions arabophones placées sous la direction de Fathallah Benhassine, déjà responsable des émissions en langues arabe et kabyle à la radio France V. Dès sa naissance, la Télévision d'Algérie a donc eu une activité intense et a souhaité s'adresser à toutes les composantes de la population algérienne susceptibles de la recevoir. À la fin de l'année 1957, le nombre des téléspectateurs, quasi exclusivement européens, est estimé à 6 000 environ.

#### 1958–1962: RTF Télévision Oran
Un second émetteur de télévision est inauguré par le Directeur Général de la RTF, Gabriel Delaunay, pour desservir Alger le 22 février 1958. Oran est la seconde ville équipée d'un émetteur de télévision, installé sur l’immeuble Perret qui dresse ses quinze étages au carrefour de la rue Mostaganem et de la route du Port, et qui rayonne très correctement sur toute l'étendue de l'agglomération dès le 17 décembre 1958. Le réseau s'étend avec la construction d'un émetteur de télévision à la station de ski de Chréa en janvier 1960.

#### 1960–1962: RTF Télévision Constantine
Le 26 octobre 1960 se réalise la mise en service de l'émetteur de Constantine.

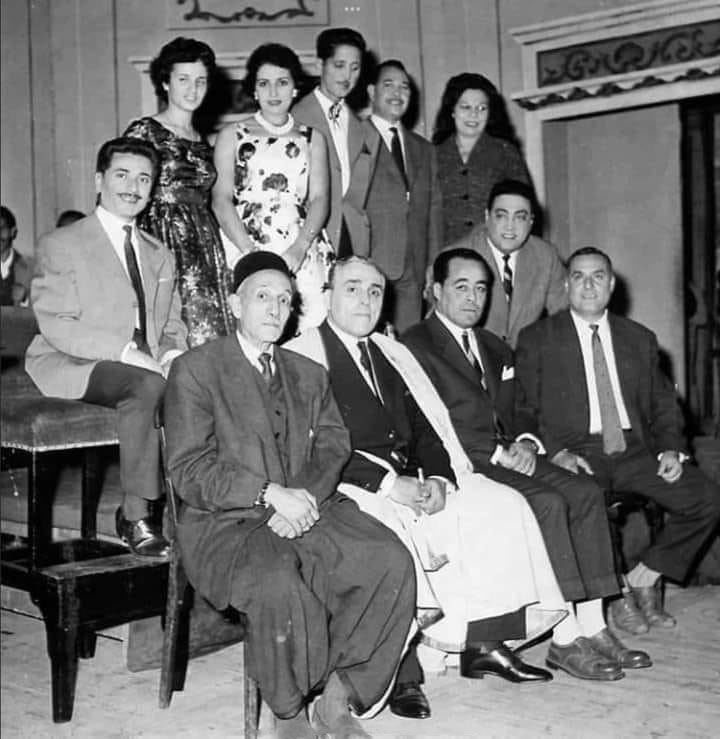
L'inauguration de la station de télévision de Constantine en 1960.

La RTF présente sa dernière édition en direct du journal télévisé le 5 juillet 1962, veille du référendum d'autodétermination.

### 1962–1986:Radiodiffusion télévision algérienne (1962-1986)

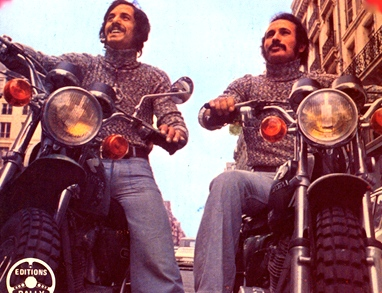
Écran de la RTA, montrant les frères Rachid et Fethi (1975).

Quelques mois à peine après la déclaration d'indépendance de l'Algérie le 5 juillet 1962, la Radiodiffusion-télévision algérienne (RTA) se substitue à la RTF dont elle était une antenne régionale, le 28 octobre 1962 dans ses prérogatives et attributions en Algérie (infrastructures, bâtiments…). Un accord de coopération technique entre les deux organismes de radiodiffusion est signé le 22 janvier 1963. La RTA opère à cette époque trois programmes télévisuels régionaux à Alger, Constantine et Oran. L'État lui a consacré plus de 310 000 000 de DA au budget d'équipement. Dans la même année, la Radiodiffusion s'ouvre à la publicité,.
Un investissement réalisé en deux décennies (70–80), un temps relativement court, a entraîné l'extension et la modernisation des réseaux nationaux de la télévision, dont la couverture du sud du pays par transmission satellite, l'équipement des centres de production en matériel moderne, et par la suite l'introduction de la couleur à la télévision. L'unification de la diffusion du programme national de télévision au nord du pays par faisceaux hertziens est achevée le 19 juin 1970, acheminant le programme de télévision en noir et blanc. Le sud du pays s'est vu doté d'un réseau d'émetteurs radio et télévision recevant les programmes d'Alger via le satellite Intelsat. Un programme unique pour l'ensemble du pays est diffusé de Tlemcen à Souk Ahras. Parallèlement, la RTA a aussi entrepris la construction de nouvelles maisons de radio et de télévision dans les centres régionaux à Constantine, Oran et Ouargla.
En 1973, une autre étape a été franchie avec la coloration des studios de production et de diffusion télévisée. La RTA abandonne le standard français 819 lignes norme E pour la diffusion télévisée et adopte le système PAL 625 lignes norme B pour sa diffusion en couleur,. La diffusion de la télévision s'élargit dès 1975 avec l'inauguration de nouveaux centres de diffusion à Reghiss, Bouilef et Metlili à l'Est et Aïn N'sour, Tiaret, Nador, Hassi Dib, Aflou et Méchria à l'Ouest.
La RTA dispose également, depuis le 27 février 1975, d'une couverture du Sud algérien en télévision grâce à l'acheminement du signal par satellite. Au 1er mars 1978, les stations suivantes ont été reliées par satellite à la Maison de la Radio d'Alger et reçoivent le programme national de télévision : Béchar, Ouargla, El Oued, Ghardaïa, In Salah, Tamanrasset, Djanet, Tindouf, Adrar, Béni Abbès, Timimoun et El Goléa. Le réseau des faisceaux hertziens comprend, à partir du Centre Nodal de Bouzaréah, 30 stations intermédiaires terminales studios, émettrices radio et télévision, comme il existe également des circuits internationaux formant des connexions dans toutes les directions.
En 1982, la RTA entre de plain-pied dans le monde de la communication en s'équipant de façon conséquente, en participant à des expériences de pointe tel que le système d'échange d'informations et de programmes par satellite avec les pays arabes et européens et en formant de nouvelles générations de techniciens rompus aux technologies nouvelles.

### 1986–1991: Entreprise nationale de télévision
À l'instar d'autres entreprises du pays, la RTA fait, à la suite du décret no 86-147 du 1er juillet 1986, l'objet d'une restructuration séparant les activités qu'elle gère en la structurant en quatre organismes autonomes : l'Entreprise nationale de télévision (ENTV) chargée de la télévision, l'Entreprise nationale de radiodiffusion sonore (ENRS) chargée de la radio, l'Entreprise nationale de télédiffusion (ENTD) chargée de la télédiffusion et l'Entreprise nationale de production audiovisuelle (ENPA) dont monsieur MERAGHNI était chargé de sa structuration.

### Depuis 1991: Établissement public de télévision
Plus tard, la loi no 91-100 du 24 avril 1991 érige l'ENTV en établissement public à caractère industriel et commercial (EPIC), administré par un conseil d'administration et astreint à un cahier de charges. Elle devient ainsi « Établissement public de télévision (EPTV) ».
L'EPTV se développe une action plus offensive vis-à-vis de l'étranger et particulièrement vers la communauté nationale installée en Europe et dans le Monde arabe en privilégiant, au niveau de la programmation, le double aspect de l'information et de la culture. La première, ayant un but politique résidait dans le fait de donner une autre image du pays que celle de la violence et la seconde visait à mieux consolider l'encrage des publics ciblés. C'est ainsi que Canal Algérie, chaîne généraliste en langue française, orientée vers l'Europe, voit le jour en 1994. Elle sera diffusée selon le système analogique dès le 28 août 2001 et disponible sur le réseau câblé français Noos depuis juin 2002. Une troisième chaîne, A3 (ou Algérie 3), en langue arabe, orientée vers le Monde arabe et utilisant le satellite Arabsat voit le jour le 5 juillet 2001.

Les objectifs recherchés par la diffusion internationale de ces programmes obéissent à des considérations d'ordre politique et culturel auxquelles se greffent des intérêts de nature économique et commerciale. Mustapha Bennabi, l'un de ceux qui ont contribué au lancement de ces chaînes, résume bien ces objectifs : 

« Il s'agit, en priorité, de porter l'image et la voix de l'Algérie sur la scène internationale afin de contrebalancer les effets ravageurs de la propagande anti-algérienne développée à l'étranger. Sur le plan culturel, il s'agissait non seulement d'entretenir les liens identitaires avec la communauté algérienne émigrée mais aussi de s'associer au dialogue et à l'échange entre les cultures et les civilisations. Enfin, dans le domaine économique, la chaîne internationale peut, dans le cadre des mutations en cours, contribuer efficacement à l'incitation à l'investissement en Algérie et à la promotion du produit algérien sur les marchés extérieurs, de même que cette chaîne internationale peut générer des sources propres considérables, publicitaires ou autres. »

Après la diffusion par le biais du satellite, les chaînes de l'EPTV commencent à émettre sur la télévision numérique terrestre (TNT), envisagée dès 2007 et installée début 2011. Cette dernière améliorant les qualités de son et d'image, permet également la multiplication des chaînes émises par voie hertzienne terrestre là où ne circulait que l'« Unique ». Le processus de numérisation démarre dans certaines villes du pays (Alger, Constantine et Oran) avant de s'étendre sur tout le territoire national, signant alors l'arrêt de la diffusion hertzienne analogique. Le premier multiplex algérien présenté à la conférence de l'UIT, comprend six chaînes de télévision, à savoir le réseau EPTV, Canal Algérie et A3 avec les projets de trois chaînes thématiques (la culture, l'économie et le savoir). Une enveloppe de 13 milliards de dinars a été dégagée pour la réalisation de plusieurs projets dont la construction d'une maison de la télévision pour loger ces chaînes, ainsi que l'achat des équipements nécessaires à l'utilisation de la TNT.
Le 18 mars 2009, l'EPTV lance deux nouvelles chaînes de télévision : Chaîne 4, une chaîne généraliste berbérophone (kabyle, chaoui, mozabite, tamasheq ou chenoui) émettant 6 heures par jour de 17 h (AST) à 23 h (AST), et Coran TV, une chaîne thématique consacrée à la religion musulmane émettant 8 heures par jour de 16 h (AST) à 0 h (AST).
Lors d'un discours prononcé en avril 2011, en plein Printemps arabe, le président Bouteflika promet de libéraliser le champ audiovisuel. Cependant, le gouvernement laisse se créer plusieurs chaînes privées émettant depuis l'étranger, mettant ainsi fin au monopole de l'EPTV.
Le 28 octobre 2015, à l'occasion du 53e anniversaire du recouvrement de la souveraineté nationale sur la radio et la télévision, l'EPTV lance sa première chaîne en HD. Il s'agit d'un simulcast d'A3 en haute définition, diffusé par la Télédiffusion d'Algérie (TDA) via Nilesat. Cette stratégie fait partie des premières opérations de restructurations techniques enregistrées dans le cahier des charges de l'EPTV.
Le 25 mars 2020, l'EPTV a annoncé le lancement d'une nouvelle chaîne TV par satellite, TV6, chaîne dorénavant destinée aux familles algériennes avec une variété de programmes dont ceux d'enfants, tels les dessins animés, les films pour enfants ainsi que des feuilletons et des films et la diffusion des matchs de la sélection algérienne de football. Dès lors, A3 (devenue TV3) est devenue le lendemain une chaîne d'information diffusant les JT, les flashs d'information, et divers programmes d'information et d'émissions-débats, en plus des programmes thématiques dans différents domaines tels l'économie, l'environnement, le sport et la culture.
Dans le cadre de la crise du Covid-19, l’EPTV a lancé le 19 mai 2020, sa 7e chaîne El Maârifa, spécialisé dans l’éducation et l’enseignement à distance. C’est la première chaîne publique de ce genre en Algérie.
Une chaîne consacrée à l'histoire de l'Algérie à également vu le jour le 1er novembre 2020 sous le nom de TV8.
2020 est aussi l'année de la généralisation de la Haute Définition (HD) de l'ensemble des chaînes publiques de l'EPTV.
Une autre chaîne de télévision consacrée au parlement et à la vie politique a été créée le 26 mai 2022 sous le nom de TV9, la dernière en date des chaînes créés par l'EPTV.

## Identité visuelle

Radiodiffusion-télévision française en Algérie
Logo de RTF Télévision (1956–1959).
Logo de RTF Télévision (1959–1962).

Radiodiffusion-télévision algérienne/Télévision algérienne
Logo de la RTA (1962–1986).
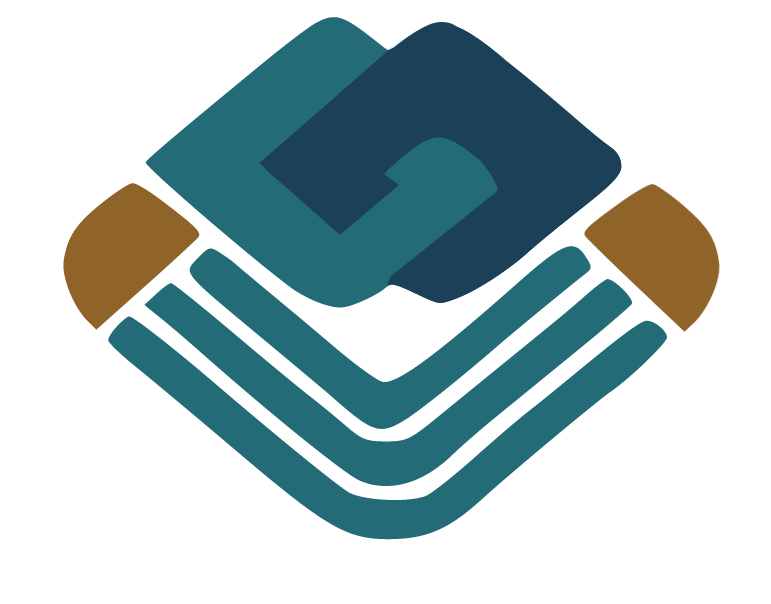
Logo de la Télévision algérienne de 1989 à 1993.
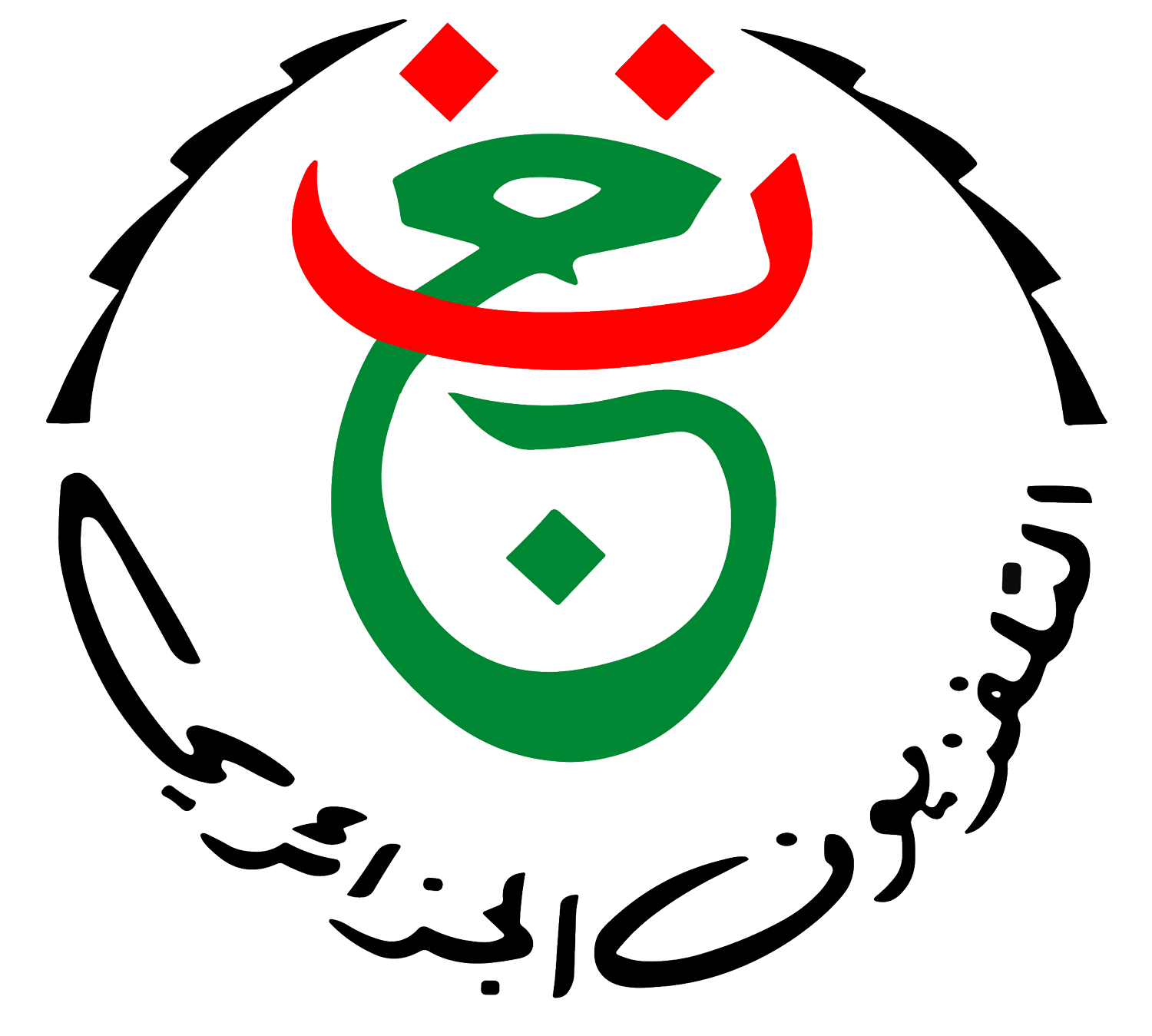
Logo de 1993 à mai 2019.

Entre 2019 et 2020, l'EPTV a mené une campagne d'uniformisation des logos de toutes ses chaînes en commençant par TV4 le 5 mai 2019. Tous les logos ont été modifiés, sauf celui de Canal Algérie qui a simplement ajouté la mention "Télévision Algérienne" en arabe en plus du cercle. La trame du logo du groupe a été appliquée à tous les autres logos, avec le numéro de la chaîne en dessous, pour rendre tous les logos uniformes, la seule différence étant les numéros de chaîne[réf. souhaitée]. Canal Algérie et TV1 n'ont cependant pas eu le numéro en dessous de leur logo de mai 2019 à janvier 2020.
En 2020, l'EPTV a ouvert un concours au niveau national pour le renouvellement du logo de ses chaînes devant être utilisé dès le 28 octobre, jour du 58e anniversaire de l'acquisition de l'établissement de radiodiffusion. Cependant, les résultats n'ont jamais été annoncés depuis et aucune nouvelle n'a été prononcée à propos du concours.

## Organisation

### Dirigeants
| |  |  |
| De gauche à droite, Abderrahmane Laghouati et Badreddine Mili, anciens cadres dirigeants de la RTA. |  |  |

L'Établissement public de télévision est dirigé par un directeur général, nommé par décret présidentiel, assisté par un directeur général adjoint.
Directeurs généraux de la RTA
- 1963– : Aïssa Messaoudi
- – : Abderrahmane Laghouati

Directeurs généraux de l'ENTV/EPTV
- 1990–1992 : Abdou Benziane
- 1993–1994 : Abdou Benziane
- 1998–2008 : Habib Chawki Hamraoui
- 2008–2012 : Abdelkader Leulmi
- De 2012 au 25 mars 2019 : Tewfik Khelladi[20].
- Du 25 mars au 25 mai 2019 : Lofti Chriet[21].
- Du 25 mai 2019 au 7 janvier 2020 : Salim Rebahi[21],[22].
- Du 9 au 21 janvier 2020 : Fethi Saidi (intérim)[23]
- Du 27 janvier 2020 au 2 mai 2021 : Ahmed Bensabane[24],[25]
- Du 2 au 31 mai 2021 : Fethi Saidi (intérim)[25]
- Du 31 mai 2021 au 12 décembre 2022 : Chabane Lounakel[26]
- au 6 août 2024  : Nadir Boukabes[27]
- 6 août 2024 - 18 septembre 2024 : Adel Salakdji (intérim)[28]
- à partir du 18 septembre 2024 : Mohamed Baghali[29]

Directeurs généraux d'A3
- – : Zakaria Chabane
- – : Abderrahmane Khalas

Autres directeurs
- Directeur des programmes et de la production : Lyès Belaribi[30]

### Départements
L'EPTV est divisé en 19 départements, dont :
- Direction générale
- Information
- Production
- Programmation
- Services techniques
- Relations extérieures
- Commerciale
- Centre d'archives

### Statut
L'EPTV est un établissement public à caractère industriel et commercial, placé sous la tutelle du Ministère de la Communication, mais doté de la personnalité morale et de l'autonomie financière.
En tant qu'opérateur de service public, l'EPTV exerçait, jusqu'à 2014, le monopole de la diffusion des programmes télévisuels sur tout le territoire algérien.
Membre actif de l'Union de radiodiffusion des États arabes (ASBU) et de l'Union européenne de radio-télévision (UER) depuis 1970, l'Établissement est également un actionnaire, à 0,15 %, dans Euronews SA, et donc des chaînes de télévision d'information internationales Euronews et Africanews et de la webradio Euronews radio.

### Sièges

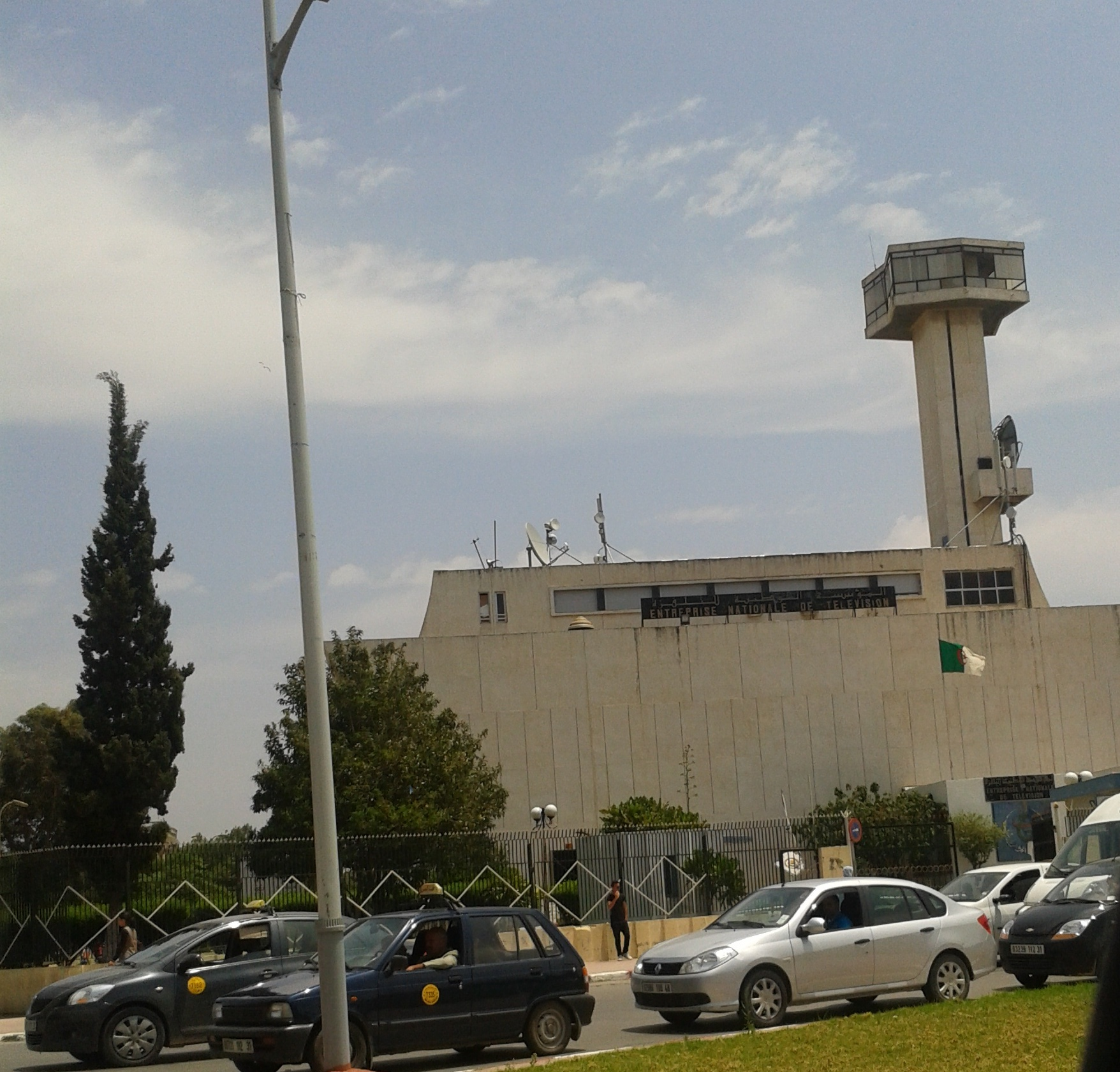
Station régionale de l'EPTV à Oran, en 2013.

Le siège de l'EPTV est situé dans un immeuble au 21 boulevard des Martyrs à El Mouradia (Alger) qui abrite sa direction générale et celle de la Radio algérienne. Cet immeuble était la maison de la Radiodiffusion-télévision française (RTF) à Alger sur l'ancien boulevard Bru, construit pour 1 200 000 000 francs de 1954 à 1955 et mis en service fin 1957 – début 1958. Les infrastructures techniques dont disposait la production à sa naissance étaient :
- 3 studios de télévision (270-174-145 m2) ;
- 2 cabines speaker ;
- 1 studio de post synchronisation ;
- 2 studios de projection ;
- 1 laboratoire de développement ;
- 1 laboratoire de tirage de films ;
- 1 laboratoire de photographie ;
- 5 salles de montage de films ;
- 1 cinémathèque ;
- 1 salle de télécinéma ;
- 1 atelier de construction de décors.

L'EPTV possède également quatre centres régionaux à Constantine (rue Kaddour Boumedouze), Oran (boulevard du Colonel Ahmed Ben Abderazak), Ouargla et Béchar.

## Activités
L'EPTV opère 1 réseau de télévision distinct en 5 chaînes régionales, 7 chaînes de télévision nationales et 1 chaîne de tests. Il est également actionnaire dans 2 chaînes de télévision internationales et 1 webradio.
Ses principaux concurrents sont les chaînes du Groupe Echourouk (en), du Groupe Ennahar et du Groupe Média Temps Nouveaux, et les autres chaînes algériennes ou étrangères recevables en Algérie.

### Télévision

#### Chaînes de télévision nationales
| Logo | Chaîne | Date de création  | Actionnaires |
| ---- | --- | ----------------- | ------------ |
|      | TV1 Chaîne nationale généraliste arabophone                                                                                    | 28 octobre 1962   | EPTV (100 %) |
|      | Canal Algérie Chaîne généraliste à dominante francophone (originellement à destination de la diaspora algérienne à l'étranger) | août 1994         | EPTV (100 %) |
|      | TV3 Chaîne thématique d'informations en continu arabophone                                                                     | 26 mars 2020      | EPTV (100 %) |
|      | TV4 Chaîne généraliste berbérophone                                                                                            | 18 mars 2009      | EPTV (100 %) |
|      | TV5 Chaîne thématique religieuse                                                                                               | 18 mars 2009      | EPTV (100 %) |
|      | TV6 Chaîne thématique axée sur la jeunesse                                                                                     | 26 mars 2020      | EPTV (100 %) |
|      | TV7 Chaîne thématique éducative                                                                                                | 19 mai 2020       | EPTV (100 %) |
|      | TV8 Chaîne thématique axée sur la mémoire historique                                                                           | 1er novembre 2020 | EPTV (100 %) |
|      | TV9 Chaîne thématique parlementaire                                                                                            | 26 mai 2022       | EPTV (100 %) |

#### Chaînes de télévision régionales
| Chaîne                                                                       | Ancien nom                                | Actionnaires |
| ---------------------------------------------------------------------------- | ----------------------------------------- | ------------ |
| TV1 Alger Chaine généraliste terrestre pour l'Algérois et le centre.         | Canal Alger RTA Télévision Alger          | 100 % EPTV   |
| TV1 Oran Chaine généraliste terrestre pour l'Oranie et l'ouest.              | Oran TV RTA Télévision Oran               | 100 % EPTV   |
| TV1 Constantine Chaine généraliste terrestre pour le Constantinois et l'est. | Constantine TV RTA Télévision Constantine | 100 % EPTV   |
| TV1 Ouargla Chaine généraliste terrestre pour le Sud-est.                    | Ouargla TV RTA Télévision Ouargla         | 100 % EPTV   |
| TV1 Béchar Chaine généraliste terrestre pour le Sud-ouest.                   | Béchar TV RTA Télévision Béchar           | 100 % EPTV   |

#### Internet
| Logo | Chaîne                                       | Date de création | Actionnaires |
| ---- | -------------------------------------------- | ---------------- | ------------ |
|      | EPTV Web Chaîne sur le web (sur www.entv.dz) | 2020             | EPTV         |

#### Chaînes de télévision internationales
| Logo | Chaîne                                                                                    | Date de création | Actionnaires                                                  |
| ---- | ----------------------------------------------------------------------------------------- | ---------------- | ------------------------------------------------------------- |
|      | Euronews Chaîne pan-européenne d'information internationale en continu (via EuronewsNBC). | 1er janvier 1993 | 53 % Media Globe Networks 0.15 % EPTV +23 autres actionnaires |
|      | Africanews Chaîne panafricaine d'information internationale en continu (via EuronewsNBC). | 4 janvier 2016   | 53 % Media Globe Networks 0.15 % EPTV +23 autres actionnaires |

### Radio
| Logo | Station                                                                       | Date de création | Actionnaires                                                  |
| ---- | ----------------------------------------------------------------------------- | ---------------- | ------------------------------------------------------------- |
|      | Euronews radio Radio numérique d'information et de musique (via EuronewsNBC). | 2 octobre 2012   | 53 % Media Globe Networks 0.15 % EPTV +23 autres actionnaires |

### Publicité
L'activité commerciale de l'EPTV consiste à générer des ressources propres suivant une stratégie qui s'inscrit dans son plan stratégique global. Dans la pratique, il met à la disposition de ses clients, nationaux ou étrangers, des espaces publicitaires sur l'antenne de ses neuf chaînes dans l'acceptation et le respect de ses conditions commerciales. Cette activité s'articule autour du parrainage des émissions, des prestations de vente et de la publicité sur le web.

## Mandat

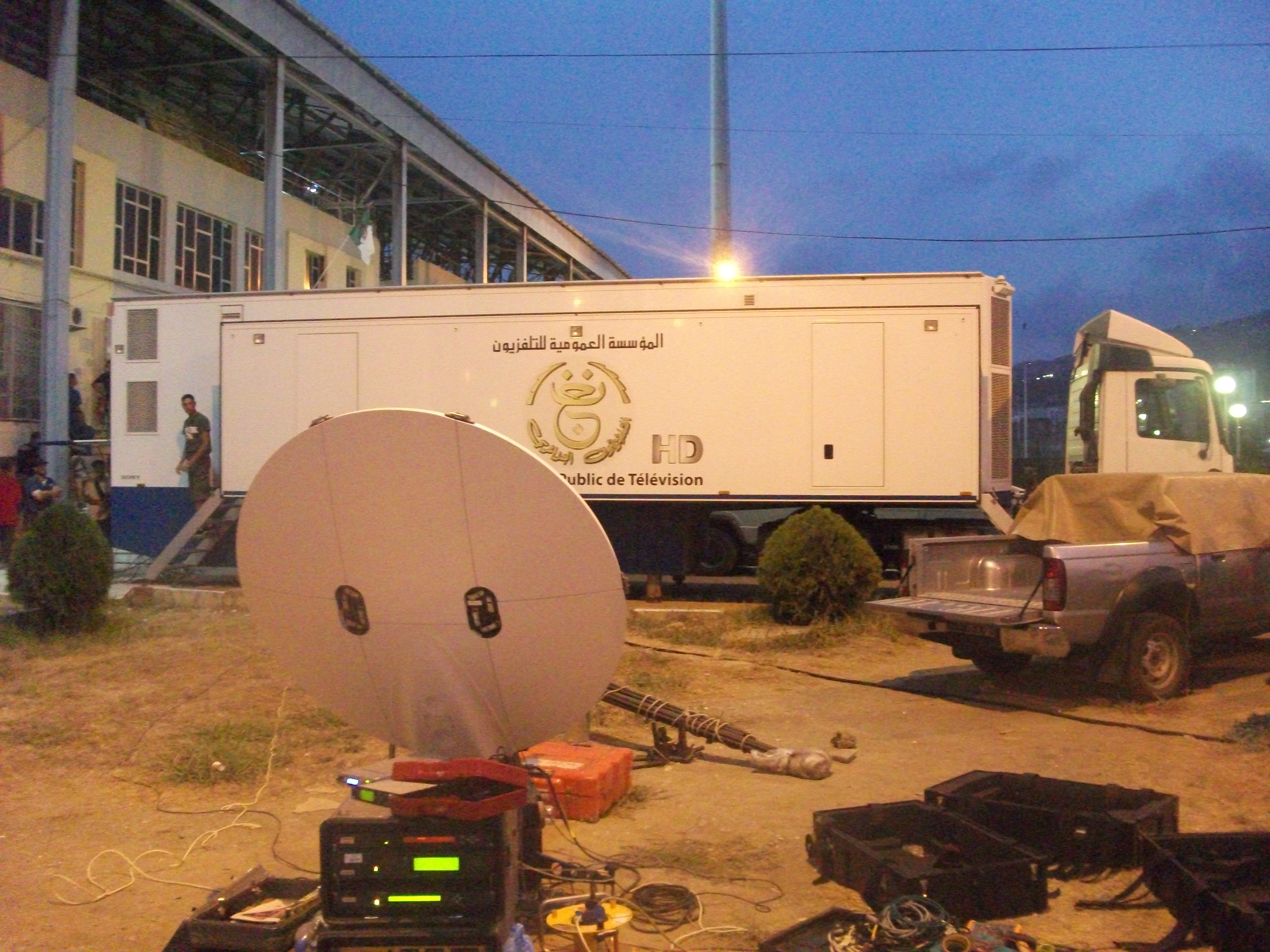
Car régie HD de l'EPTV en 2013.

De vocation sociale et culturelle, la mission de l'Établissement public de télévision consiste à informer, éduquer et distraire au moyen de la diffusion de tous reportages, émissions et programmes se rapportant à la vie nationale, régionale, locale et internationale ainsi qu'à des questions et problèmes d'actualité. Elle assure l'exploitation, la maintenance et le développement de ses moyens techniques de production, de même qu'elle prend en charge la formation et le perfectionnement de son personnel ainsi que la conservation et la gestion des archives audiovisuelles.

## Programmes
Les chaînes de l'EPTV diffusent leurs programmes en arabe, en français, en tamazight et en anglais. La plupart de ses journaux télévisés sont accompagnés d'une traduction gestuelle.
Contrairement à ceux proposés par d'autres chaînes, les programmes de l'EPTV sont, selon Sofiane Maloufi, gérant de l'institut de mesure d'audience Media & Survey, adaptés à tous types de téléspectateurs : selon la catégorie, l'âge, , etc. Selon lui, la stratégie marketing adoptée par l'EPTV est différente de celles des chaînes privées. Chez la télévision publique, Il y a, par exemple, une réflexion qui s'est installée concernant l’enchaînement logique des programmes diffusés sur ses différentes chaînes. Il y a aussi sa grille de programmes qui est composée majoritairement de productions nationales. Par exemple, sa grille du ramadan 2016 serait constituée de 96 % de productions algériennes, en langues arabe, berbère et française.

### Émissions de télévision
- …Et tout est possible!
- ‘Āylah Hāylah[38]
- Al-Majallah al-Iqtiṣādiyyah
- Ahālil
- Ākhir Kalimah[39]
- Alḥān wa Shabāb
- Avis religieux
- Beyyen Shṭārtek
- Bī’atunā
- Bonjour d'Algérie
- Bonjour Week-end
- Burj al-Abṭāl
- Canal Foot
- Chiche Atahaddak
- Culture Club
- Daghdaghah[38]
- Dheḥchah w Ferjah
- DJ
- Familetna
- Fatāwá ‘Alā al-Hawá
- Fī Dā’irat adh-Dhaw’
- Ḥānūt Maker
- Ḥiwār as-Sa‘ah
- Hāju Lefkār[38]
- Ibtisāmah[38]
- Ibtisāmat al-‘Īd[38]
- Ibtisāmat Ra’s as-Sanah[38]
- Irshādāt Ṭibbiyyah
- Kawnī
- Khātem Sulaymān
- Lemmet Leḥbāb
- Lemmet Remḍān
- Li al-‘Ā’ilah
- Maḥlá Di al-‘Ashiyyah
- Mesk al-Līl
- Min Wāqi‘inā
- Mut‘at al-Mā’idah
- Niqāsh Maftūḥ
- Nujūm Khālidah
- Sā‘ah Riyādhah
- Ṣabāḥ al-Khayr Yā Djazā’ir
- Ṣabāḥiyyāt[38]
- Ṣarāḥah Rāḥah
- Sāhlah Māhlah
- Star Academy Arabia
- Studio al-Muḥtarifīn
- Studio Live
- TV Rama
- Twahacht Bladi
- Zeyyen Dārek[40]
- Zīnet al-Qe‘dah[38]

### Feuilletons et séries télévisées
L'EPTV est considéré comme l'une des plus importantes sociétés de production de feuilletons et séries télévisées en Algérie. Parmi les séries produites par l'EPTV :
- ‘Imārat al-Hāj Lekhdher
- A‘ṣāb wa Awtār
- Adh-Dhikrá al-Akhīrá
- Aḥlām Mu’ajjalah
- Al-Bedhrah
- Al-Ḥarīq
- Al-Imtiḥān aṣ-Ṣa‘b
- Al-Lā‘ib
- Aṣ-Ṣāḥah
- Axxam n Dda Mezian
- Bin'o Bine[41]
- Bint Walad
- Bibiche w Bibicha
- Būḍū
- Chahra
- Caméra Café
- Dhākirat al-Jassad
- Djemai Family
- Dumū‘ al-Qalb
- Hob Fi Kafas El Itiham
- Koul Chi Aâdi
- Kouloub Fi Siraa
- Le Joueur
- Nass Mlah City
- Nūr al-Fajr
- Qahwet Mīmūn
- Qulūb fī Sirā‘
- Qulūb Taḥt ar-Ramād
- Rendez-vous avec le destin
- Saad El-Gat
- Samt El Abriyaa
- sihr el mordjane
- Shitā’ Bārid
- Sūq al-Hāj Lekhdher
- Switchers[42]
- Taht El Moura9aba
- Qoloub Tahta Ramad

## Présentateurs, passés ou présents
- Rayan Athmani
- Faiza Bachi
- Rym Baghli[40]
- Djazia Bayou
- Farida Belkessam
- Khaled Bensalem
- Mohamed Bessam[38]
- Fouzia Bousbak
- Nazim Aziri (Canal Algérie)
- Karim Boussalem[43]
- Mohcéne Bouzerti
- Lynda Tamadrari (Canal Algérie)
- Said Toubal
- Sihem Khelifa
- Djalal Chendali[38]
- Sofiane Dani[38]
- Nadjia Khatir
- Mouna Laaouad
- Sabrina Rouabah (Canal Algérie)
- Ahmed Lahri (Canal Algérie)
- Afifa Maallem[38]
- Naziha Saadoun
- Mourad Zirouni[38]

## Audiences

Comparaison des audiences d'A3, Echourouk TV et Ennahar TV.

Il n'existe pas de système mesurant l'audience instantanée en Algérie. Seuls des sondages permettent d'apprécier les parts d'audience des chaînes de télévisions.
Néanmoins, les représentants de l'EPTV ont affirmé dans de nombreuses occasions que « la télévision publique a une mission de service public » et qu'« elle n'est nullement concernée par la bataille de l'audience », considérant que « les chiffres que la majorité des instituts de sondages accordent à la visibilité des chaînes ne représentent pas réellement le choix des téléspectateurs ».

## Diffusion

### Hertzien analogique
Les chaînes de l'EPTV étaient diffusées sur le réseau analogique hertzien sur la bande UHF au standard PAL 625 lignes couleurs norme B Gerber ou CCIR depuis les centres d'émission ci-dessous :
- Région Algérois :
  - Bordj El Bahri (w. d'Alger) : Canal 41
  - Bouzareah (w. d'Alger) : Canal 24
  - Chréa (w. de Blida) : Canal 43
  - Akfadou (w. de Béjaïa) : Canal 33
- Région Constantinois :
  - Kef Lakehel (w. de Constantine) : Canal 28
- Région Oranie :
  - Tessala (w. de Sidi Bel Abbès) : Canal 43

### Satellite
Les chaînes de l'EPTV sont, par le bais de la Télédiffusion d'Algérie (TDA), diffusés sur plusieurs satellites, couvrant le Maghreb, l'Afrique, le Moyen-Orient, l'Europe et l'Amérique du Nord :
| Satellite         | Astra 1L              | Hotbird 13C           | Hotbird 13E       | Arabsat 5C    | Arabsat Badr 6 | Eutelsat 7WA                                                                        | SES 4                                                                  | Alcomsat-1                                                                          | Alcomsat-1          | Galaxy 19     |
| Position orbitale | 19.2° est             | 13° est               | 13° est           | 20° est       | 26° est        | 7.3° ouest                                                                          | 22° ouest                                                              | 24.5° ouest                                                                         | 24.5° ouest         | 97° ouest     |
| Bouquet           | TDA                   | Eutelsat              | Globecast         | /             | /              | TDA                                                                                 | TDA                                                                    | TDA                                                                                 | TDA                 | Globecast     |
| Chaînes diffusées | Canal Algérie A3 [HD] | Canal Algérie A3 [HD] | Chaîne 4 Coran TV | Canal Algérie | Canal Algérie  | Télévision algérienne Canal Algérie A3 [SD] A3 [HD] Chaîne 4 Coran TV Chaîne 6 [HD] | Télévision algérienne Canal Algérie A3 Chaîne 4 Coran TV Chaîne 6 [HD] | Télévision algérienne Canal Algérie A3 [SD] A3 [HD] Chaîne 4 Coran TV Chaîne 6 [HD] | Tv7 Al Maarifa [HD] | Canal Algérie |
| Fréquence         | 11 597 MHz            | 12 576 MHz            | 11 034 MHz        | 3 884 MHz     | 11 785 MHz     | 11 680 MHz                                                                          | 12 673 MHz                                                             | 12 232 MHz                                                                          | 12 360 MHz          | 11 898 MHz    |
| Polarisation      | Verticale             | Verticale             | Verticale         | R             | Verticale      | Horizontale                                                                         | Horizontale                                                            | Horizontale                                                                         | Horizontale         | Verticale     |
| Symbol Ratio      | 22 000 ksym/s         | 27 500 ksym/s         | 27 500 ksym/s     | 27 500 ksym/s | 27 500 ksym/s  | 27 500 ksym/s                                                                       | 20 250 ksym/s                                                          | 15 910 ksym/s                                                                       | 30 000 ksym/s       | 22 000 ksym/s |
| FEC               | 5/6                   | 3/4                   | 3/4               | 5/6           | 3/4            | 3/4                                                                                 | 3/4                                                                    | 3/4                                                                                 | 3/4                 | 3/4           |
| Modulation        | QPSK                  | QPSK                  | QPSK              | QPSK          | QPSK           | QPSK                                                                                | QPSK                                                                   | QPSK                                                                                | QPSK                | QPSK          |

### Câble
- Numericable : Canal Algérie.
- MC Cable : Canal Algérie

### Numérique
Depuis 2011, l'EPTV fait le paris de la Télévision par TNT, en 2015, A3 fait le parie de la transition en HD puis suivront Chaine 6 et Algérie 7 El Maarifa.
Le 17 juin 2020, l'EPTV passe à la TNT et au tout numérique.

## Controverses

### Censure
Avec l'ENTV, nous pénétrons dans les foyers algériens. On doit respecter la dignité des familles qui nous regardent.
L'EPTV veille à censurer toute allusion ou vision de la nudité sur ses écrans. Un responsable de censure existe au sein de l'Établissement. Depuis plus de 40 ans, l'EPTV est resté toujours pudique quand il s'agit de pudeur et de mœurs. Pourtant, il en a diffusé plusieurs scènes involontairement et cela pour quelques secondes. Même les tenues vestimentaires osées ne sont pas acceptées. Ainsi, plusieurs émissions comme Star Academy ont été supprimées, et plusieurs scènes de films dont Les Vacances de l'inspecteur Tahar, Hassan Taxi, Le Mariage de Moussa et Une femme pour mon fils ont été censurées.
À plusieurs reprises en 2019, durant le hirak, des journalistes se sont rassemblés devant le siège de l'EPTV pour exiger « le libre exercice de leur mission de service public ». En mai 2019, plusieurs journalistes sont sanctionnés en subissant des mutations, des avertissements et des suspensions d'émissions.

### Propagande d'État
Selon une analyse de Achour Cheurfi, depuis l'indépendance jusqu'à l'ouverture du champ audiovisuel national, la télévision publique a servi d'un instrument entre les mains du pouvoir qui présentait aux divers publics une « propagande à sens unique » d'où le débat contradictoire a été exclu et les opinions qui diffèrent ou contredisent celles émises par le pouvoir et ses relais n'étaient pas tolérées. Il y avait une censure de l'expression politique imposée de fait, depuis 1992, aux courants d'opinion opposés au régime. Cette censure efficace, au-delà de ses aspects réglementaires et publics, s'exerçait aussi de façon indirecte. L'État d'exception justifié par la lutte contre le terrorisme et imposé à tous, autorisait toute forme de pressions discrètes et non avouées. En effet, garder la main haute sur les médias audiovisuels classiques, plus puissants et plus influents sur la vie politique, économique et sociale du pays d'autant plus qu'ils touchent toute la population locale, relevait beaucoup plus du calcul politicien que d'une réelle volonté d'élargir et de consolider les libertés publiques.

## Critique
Durant la CAN 2019, les téléspectateurs ont critiqué la qualité des matchs diffusés. Selon eux, la qualité était en "SD" plutôt qu'en "HD". De plus, la couverture de l'arrivée de l'équipe nationale de football d'Algérie, vainqueur de cette édition, a également été critiquée, contrairement à la chaîne privée Ennahar TV qui a diffusé toute l'arrivée de l'équipe avec une meilleure qualité.
Le 20 décembre 2021, après la réception de l'équipe nationale d'Algérie de football pour après remporté la Coupe arab en 2021 au Qatar, la diffusion de la réception a été très critiquée en raison de la qualité. Les téléspectateurs ont qualifié la qualité des images en direct d'inacceptables.
Le 6 mai 2023, lors du débat organisé le par le président Abdelmajid Tebboune avec les représentants de la presse algérienne à l'occasion de la journée mondiale de la liberté de la presse célébrée au CIC d'Alger, le président a exprimé ouvertement sa critique envers l'EPTV pour la première fois. Il a souligné que les 3800 travailleurs de l'EPTV ont un rendement très moyen et qu'il est nécessaire de restructurer les choses pour améliorer le niveau de production.